# Ludvík z Valois
Ludvík z Valois (13. březen 1372 – 23. listopad 1407, Paříž) byl od roku 1392 orleánským vévodou. Byl také hrabětem z Valois (1386? – 1406), vévodou z Touraine (1386 – 1392), hrabětem z Blois (1397 – 1407), Angoulême (1404 – 1407), Périgordu (1400 – 1407) a Soissons (1404 – 1407).
Ludvík byl synem krále Karla V. Francouzského a Johany Bourbonské, mladším bratrem Karla VI.

## Následník v Uhersku, Polsku a Neapoli
V roce 1374 byl Ludvík zasnouben s Kateřinou, dědičkou uherského trůnu.
Očekávalo se, že Ludvík s Kateřinou budou jednou vládnout buď v Uhrách, nebo v Polsku, protože Kateřinin otec, Ludvík I. Uherský, neměl syny. Kateřinin otec také plánoval upustit od svých nároků na neapolskou korunu a hrabství Provence, kde poté vládla jeho churavějící a bezdětná sestřenice Johana I. Nicméně, Kateřinina smrt v roce 1378 ukončila jednání o manželství. V roce 1384 začala Alžběta Bosenská jednat o Ludvíkovu možném sňatku s její dcerou Marií Uherskou, bez ohledu na Mariino zasnoubení se Zikmundem Lucemburským. Pokud Alžběta udělala tento návrh v roce 1378, po Kateřinině smrti, by skutečnost, že francouzský a uherský král neuznali stejného papeže, mohla představovat problém. Nicméně, Alžběta byla zoufalá a nehodlala připustit, aby tento rozkol stál v cestě jejím jednáním. Vzdoropapež Klement VII. vydal povolení, kterým bylo zrušeno Mariino zasnoubení se Zikmundem a uznal její svatbu v zastoupení s Ludvíkem, která se slavila v dubnu 1385. Ovšem sňatek nebyl uznán uherskou šlechtou, který zachovala věrnost papeži Urbanu VI. Čtyři měsíce po sňatku v zastoupení Zikmund vtrhl do Uher a oženil se s Marií, čímž zničil Ludvíkovy šance vládnout Uhersku.

## Stoletá válka
Ludvík měl významnou politickou roli během Stoleté války. S rostoucím šílenstvím svého bratra Karla (trpěl buď schizofrenií, porfyrií nebo bipolární poruchou) se Ludvík přel o regentství a poručnictví králových dětí s Janem Burgundským. Nepřátelství mezi nimi bylo příčinou politických nepokojů v již tak neklidné Francii. Ludvík, jakožto bratr krále, měl nad královým bratrancem zpočátku výhodu, ale jeho pověst sukničkáře a zvěsti o románku s královnou Isabelou Bavorskou z něj udělaly extrémně nepopulární osobu. V následujících letech byly děti Karla VI. postupně unášeny a vykupovány oběma stranami, dokud se Janovi Burgundskému nepodařilo dosáhnout svého jmenování poručníkem dauphina a regentem Francie.
Ludvík se však nevzdal a vyvinul veškeré úsilí, aby sabotoval Janovu vládu, včetně mrhání penězi na pomoc městu Calais, které bylo obsazeno Angličany. Po této epizodě se mezi Ludvíkem a Janem rozpoutal otevřený boj, a jen díky zásahu Jana z Berry, který byl strýcem obou mužů, se vyhnuli občanské válce.

## Vražda
V neděli 20. listopadu 1407 si bojující vévodové před francouzským dvorem vyměnili slavnostní slib o usmíření. Ale o pouhé tři dny později byl Ludvík na příkaz burgundského vévody Jana v ulicích Paříže brutálně zavražděn. Ludvík byl při nasedání na svého koně ubodán patnácti maskovanými zločinci vedenými Raouletem d'Anquetonvillem, sluhou burgundského vévody. Neozbrojení sluhové, kteří Ludvíka doprovázeli, nemohli pro jeho záchranu nic udělat.
Jan získal podporu obyvatel Paříže i university. Mohl by dokonce veřejně přiznat, že ho zavraždil. Na své straně měl i učence Jana Petita ze Sorbonny, který pronesl závěrečnou řeč ospravedlňující vraždy tyranů.
Ludvíkova vražda vyvolala krvavý svár a občanskou válku mezi Burgundskem a francouzskou královskou rodinou, která rozdělila Francii na dalších sedmdesát let a skončila až smrtí Karla Smělého, burgundského vévody, v roce 1477.

## Manželství a potomci
V roce 1389 se Ludvík oženil s Valentinou Visconti, dcerou milánského vévody Giana Galeazza. Měli spolu osm potomků:
- syn
- Ludvík
- Jan
- Karel Orleánský
- Filip Orleánský
- Jan z Angoulême
- Marie
- Markéta Orleánská

Jeho nemanželský syn s Mariette d'Enghien, Jean Levieux Valois des Orléans, známější jako Jan z Dunois (1402–1468), byl předkem vévodů z Longueville.

## Vývod z předků
|                 |                       |  |                    |                           |  |  |  |  |  |  |  | Karel I. z Valois |
|                 |                       |  |                    |                           |  |  |  |  |  |  |  |                   |
|                 | Filip VI. Francouzský |  |                    |                           |  |  |  |  |  |  |  |                   |
|                 |                       |  |                    |                           |  |  |  |  |  |  |  |                   |
|                 |                       |  |                    | Markéta z Anjou           |  |  |  |  |  |  |  |                   |
|                 |                       |  |                    |                           |  |  |  |  |  |  |  |                   |
|                 | Jan II. Francouzský   |  |                    |                           |  |  |  |  |  |  |  |                   |
|                 |                       |  |                    |                           |  |  |  |  |  |  |  |                   |
|                 |                       |  |                    | Robert II. Burgundský     |  |  |  |  |  |  |  |                   |
|                 |                       |  |                    |                           |  |  |  |  |  |  |  |                   |
|                 | Jana Burgundská       |  |                    |                           |  |  |  |  |  |  |  |                   |
|                 |                       |  |                    |                           |  |  |  |  |  |  |  |                   |
|                 |                       |  |                    | Anežka Francouzská        |  |  |  |  |  |  |  |                   |
|                 |                       |  |                    |                           |  |  |  |  |  |  |  |                   |
|                 | Karel V. Francouzský  |  |                    |                           |  |  |  |  |  |  |  |                   |
|                 |                       |  |                    |                           |  |  |  |  |  |  |  |                   |
|                 |                       |  |                    | Jindřich VII. Lucemburský |  |  |  |  |  |  |  |                   |
|                 |                       |  |                    |                           |  |  |  |  |  |  |  |                   |
|                 | Jan Lucemburský       |  |                    |                           |  |  |  |  |  |  |  |                   |
|                 |                       |  |                    |                           |  |  |  |  |  |  |  |                   |
|                 |                       |  |                    | Markéta Brabantská        |  |  |  |  |  |  |  |                   |
|                 |                       |  |                    |                           |  |  |  |  |  |  |  |                   |
|                 | Jitka Lucemburská     |  |                    |                           |  |  |  |  |  |  |  |                   |
|                 |                       |  |                    |                           |  |  |  |  |  |  |  |                   |
|                 |                       |  |                    | Václav II.                |  |  |  |  |  |  |  |                   |
|                 |                       |  |                    |                           |  |  |  |  |  |  |  |                   |
|                 | Eliška Přemyslovna    |  |                    |                           |  |  |  |  |  |  |  |                   |
|                 |                       |  |                    |                           |  |  |  |  |  |  |  |                   |
|                 |                       |  |                    | Guta Habsburská           |  |  |  |  |  |  |  |                   |
|                 |                       |  |                    |                           |  |  |  |  |  |  |  |                   |
| Ludvík z Valois |                       |  |                    |                           |  |  |  |  |  |  |  |                   |
|                 |                       |  |                    |                           |  |  |  |  |  |  |  |                   |
|                 |                       |  | Robert z Clermontu |                           |  |  |  |  |  |  |  |                   |
|                 |                       |  |                    |                           |  |  |  |  |  |  |  |                   |
|                 | Ludvík I. Bourbonský  |  |                    |                           |  |  |  |  |  |  |  |                   |
|                 |                       |  |                    |                           |  |  |  |  |  |  |  |                   |
|                 |                       |  |                    | Beatrix Burgundská        |  |  |  |  |  |  |  |                   |
|                 |                       |  |                    |                           |  |  |  |  |  |  |  |                   |
|                 | Petr I. Bourbonský    |  |                    |                           |  |  |  |  |  |  |  |                   |
|                 |                       |  |                    |                           |  |  |  |  |  |  |  |                   |
|                 |                       |  |                    | Jan II. Holandský         |  |  |  |  |  |  |  |                   |
|                 |                       |  |                    |                           |  |  |  |  |  |  |  |                   |
|                 | Marie z Avesnes       |  |                    |                           |  |  |  |  |  |  |  |                   |
|                 |                       |  |                    |                           |  |  |  |  |  |  |  |                   |
|                 |                       |  |                    | Filipa Lucemburská        |  |  |  |  |  |  |  |                   |
|                 |                       |  |                    |                           |  |  |  |  |  |  |  |                   |
|                 | Johana Bourbonská     |  |                    |                           |  |  |  |  |  |  |  |                   |
|                 |                       |  |                    |                           |  |  |  |  |  |  |  |                   |
|                 |                       |  |                    | Filip III. Francouzský    |  |  |  |  |  |  |  |                   |
|                 |                       |  |                    |                           |  |  |  |  |  |  |  |                   |
|                 | Karel I. z Valois     |  |                    |                           |  |  |  |  |  |  |  |                   |
|                 |                       |  |                    |                           |  |  |  |  |  |  |  |                   |
|                 |                       |  |                    | Isabela Aragonská         |  |  |  |  |  |  |  |                   |
|                 |                       |  |                    |                           |  |  |  |  |  |  |  |                   |
|                 | Izabela z Valois      |  |                    |                           |  |  |  |  |  |  |  |                   |
|                 |                       |  |                    |                           |  |  |  |  |  |  |  |                   |
|                 |                       |  |                    | Vít III. ze Châtillonu    |  |  |  |  |  |  |  |                   |
|                 |                       |  |                    |                           |  |  |  |  |  |  |  |                   |
|                 | Mahaut ze Châtillonu  |  |                    |                           |  |  |  |  |  |  |  |                   |
|                 |                       |  |                    |                           |  |  |  |  |  |  |  |                   |
|                 |                       |  |                    | Marie Bretaňská           |  |  |  |  |  |  |  |                   |
|                 |                       |  |                    |                           |  |  |  |  |  |  |  |                   |